# Chrysotus longihirtus
Chrysotus longihirtus är en tvåvingeart som beskrevs av Van Duzee 1932. Chrysotus longihirtus ingår i släktet Chrysotus och familjen styltflugor. Inga underarter finns listade i Catalogue of Life.